# Damon Huard
Damon Paul Huard (født 9. juli 1973 i Yakima, Washington, USA) er en tidligere amerikansk footballspiller, der spillede i NFL som quarterback. Hans karriere i ligaen strakte sig fra 1997-2008, og blev tilbragt hos tre forskellige klubber.
Huard var i sin tid hos New England Patriots med til at vinde både Super Bowl XXXVI og XXXVIII. Han blev dog stort set ikke benyttet, da Patriots startende quarterback i perioden var Tom Brady.

## Klubber
- Miami Dolphins (1997–2000)
- New England Patriots (2001–2003)
- Kansas City Chiefs (2004–2008)